# Kenwood Corporation
Kenwood Corporation (株式会社ケンウッド?, Kabushikigaisha Ken'uddo) è una sussidiaria del gruppo industriale giapponese JVC Kenwood; il marchio è specializzato nella produzione di radio, hi-fi e altre tecnologie di intrattenimento, portatile e non.

## Storia
L'azienda fu fondata a Komagane nel 1946 dai fratelli Nakaichi e Jiro Kasuga, da Hideo Nakano e da Hisao Kasuga con il nome di Kasuga Radio Co. Ltd. e si specializzò particolarmente nella produzione di bobine elettromagnetiche.
Già nel 1953 l'azienda produsse il suo primo ricevitore radio amatoriale, mentre nei successivi anni si diresse verso le tecnologie hi-fi e la radiotrasmissione.
Nel 1960 fu rinominata Trio Corporation e, appena tre anni dopo, rifondata a Los Angeles (Stati Uniti) come Kenwood Corporation.

### Fusione con JVC
Dal 1º ottobre 2008 l'azienda è fusa con la JVC.